# Agrotis viguraea
Agrotis viguraea là một loài bướm đêm trong họ Noctuidae.